# Chance Kelly
Chance Kelly (Armonk, 28 gennaio 1967) è un attore statunitense.

## Carriera
Nel 2008 è protagonista della miniserie Generation Kill.
Dal 2015 al 2016 è il capo della polizia Ed Cutler nella serie Aquarius.

## Filmografia

### Cinema
- L'ombra del diavolo (The Devil's Own), regia di Alan J. Pakula (1997)
- Unbreakable - Il predestinato (Unbreakable), regia di M. Night Shyamalan (2000)
- L.I.E., regia di Michael Cuesta (2001)
- Lontano dal paradiso (Far from Heaven), regia di Todd Haynes (2002)
- The Departed - Il bene e il male (The Departed), regia di Martin Scorsese (2006)
- Pelham 123 - Ostaggi in metropolitana (The Taking of Pelham 123), regia di Tony Scott (2009)
- Stake Land, regia di Jim Mickle (2010)
- Broken City, regia di Allen Hughes (2013)
- Tartarughe Ninja (Teenage Mutant Ninja Turtles), regia di Jonathan Liebesman (2014)
- American Sniper, regia di Clint Eastwood (2014)
- Non mollare mai (American Underdog), regia di Andrew e Jon Erwin (2021)
- Konga TNT, regia di Brett Kelly (2020)

### Televisione
- I Soprano (The Sopranos) - serie TV, episodio 1x11 (1999)
- Law & Order: Criminal Intent - serie TV, 4 episodi (2002-2010)
- Law & Order - I due volti della giustizia (Law & Order) - serie TV, episodio 15x03 (2004)
- Hope & Faith - serie TV, episodio 3x02 (2005)
- The Unit - serie TV, episodio 2x10 (2006)
- Law & Order - Unità vittime speciali (Law & Order: Special Victims Unit) - serie TV, episodi 8x19-23x12 (2007-2022)
- Rescue Me - serie TV, episodio 4x02 (2007)
- Burn Notice - Duro a morire (Burn Notice) - serie TV, episodio 1x01 (2007)
- Fringe - serie TV, 5 episodi (2008-2009)
- Generation Kill - serie TV, 7 episodi (2008)
- Army Wives - Conflitti del cuore (Army Wives) - serie TV, 3 episodi (2010-2011)
- Delocated - serie TV, 4 episodi (2010)
- Body of Proof - serie TV, episodio 1x02 (2011)
- Unforgettable - serie TV, episodio 1x07 (2011)
- Too Big to Fail - Il crollo dei giganti (Too Big to Fail), regia di Curtis Hanson – film TV  (2011)
- Homeland - Caccia alla spia (Homeland) - serie TV, episodi 2x11-3x08 (2012-2013)
- Blue Bloods - serie TV, episodio 2x19 (2012)
- Nikita - serie TV, episodio 3x02 (2012)
- Hostages - serie TV, 2 episodi (2013-2014)
- House of Cards - Gli intrighi del potere (House of Cards) - serie TV, episodi 1x01-1x02-1x06 (2013)
- Motive - serie TV, episodio 1x07 (2013)
- The Blacklist - serie TV, episodio 1x01 (2013)
- Power - serie TV, 5 episodi (2014-2016)
- Aquarius - serie TV, 23 episodi (2015-2016)
- Banshee - La città del male (Banshee) - serie TV, 3 episodi (2016)
- Luke Cage - serie TV, episodio 1x04 (2016)
- Bull - serie TV, episodio 1x05 (2016)
- Ray Donovan - serie TV, 3 episodi (2018-2019)
- Blindspot - serie TV, episodio 3x12 (2018)
- Chicago Fire - serie TV, episodio 6x18 (2018)
- Billions - serie TV, 3 episodi (2019-2022)
- God Friended Me - serie TV, episodio 2x10 (2019)
- For Life - serie TV, 4 episodi (2020)
- FBI - serie TV, episodio 4x19 (2022)
- The Equalizer - serie TV, episodio 3x03 (2022)

## Doppiatori italiani
Nelle versioni in italiano delle opere in cui ha recitato, Chance Kelly è stato doppiato da:
- Roberto Draghetti in Generation Kill, Fringe, Aquarius, Bull
- Dario Oppido in Law & Order: Criminal Intent (ep. 3x18), Power
- Stefano Thermes in Little Children, House of Cards - Gli intrighi del potere
- Alberto Angrisano in Body of Proof, Motive
- Gerolamo Alchieri in Broken City, American Sniper
- Domenico Brioschi in Law & Order: Criminal Intent (ep. 1x15)
- Oliviero Corbetta in Law & Order: Criminal Intent (ep. 6x04)
- Roberto Stocchi in The Departed - Il bene e il male
- Gabriele Martini in Too Big to Fail - Il crollo dei giganti
- Pierluigi Astore in Homeland - Caccia alla spia
- Gaetano Varcasia in Blue Bloods
- Mario Bombardieri in Tartarughe Ninja
- Stefano Benassi in Luke Cage
- Angelo Maggi in Banshee - La città del male
- Pasquale Anselmo in Blindspot
- Luciano Roffi in Chicago Fire
- Massimiliano Virgilii in Billions (ep. 4x05, 4x07)
- Francesco Prando in For Life
- Stefano De Sando in Non mollare mai
- Gianni Giuliano in Law & Order - Unità vittime speciali (ep. 23x12)